# Kullings-Skövde socken
Kullings-Skövde socken i Västergötland ingick i Kullings härad och är sedan 1971 en del av Vårgårda kommun, från 2016 inom Kullings-Skövde distrikt.
Socknens areal är 28,82 kvadratkilometer varav 28,70 land. År 1949 fanns här 2 415 invånare.  En del av tätorten Vårgårda med sockenkyrkan Kullings-Skövde kyrka ligger i socknen.

## Administrativ historik
Socknen har medeltida ursprung. Före den 1 januari 1886 (ändring enligt beslut den 17 april 1885) var namnet Skövde socken.
Vid kommunreformen 1862 övergick socknens ansvar för de kyrkliga frågorna till Kullings-Skövde församling och för de borgerliga frågorna bildades Kullings-Skövde landskommun. Landskommunen inkorporerades 1952 i Vårgårda landskommun som 1971 ombildades till Vårgårda kommun. Församlingen införlivade 1989 Tumbergs församling och uppgick 2002 i Algutstorps församling.
1 januari 2016 inrättades distriktet Kullings-Skövde, med samma omfattning som Kullings-Skövde församling hade 1999/2000 och fick 1989, och vari detta sockenområde ingår.
Socknen har tillhört län, fögderier, tingslag och domsagor enligt vad som beskrivs i artikeln Kullings härad. De indelta soldaterna tillhörde Västgöta-Dals regemente, Kullings kompani.

## Geografi och natur
Kullings-Skövde socken ligger nordost om Alingsås med Säveån i söder. Socknen har odlingsbygd vid ån och har mossar i norr.
Lärkemossens naturreservat som delas med Södra Härene socken i Vårgårda kommun och Magra socken i Alingsås kommun ingår i EU-nätverket Natura 2000.
Backgården i kyrkbyn har varit ett gästgiveri.

## Fornlämningar
Boplatser och hällkista från stenåldern är funna. Från järnåldern finns gravar och domarringar.

## Befolkningsutveckling
Befolkningen ökade från 705 1810 till 1 140 1850 varefter den sjönk tillfälligt till 778 1860 för att därefter öka med några mindre variationer till 4 487 1990.

## Namnet
Namnet skrevs 1338 Sködwe och kommer från kyrkbyn. Namnet innehåller vi, 'helgedom' samt sked, 'bräde' eller 'kapplöpningsbana'.